# Der siegende Amor
Der siegende Amor ist „eine große komische Pantomime in zwei Aufzügen mit Maschinen, Flugwerken und Tänzen“, die seit 1814 im Theater in der Leopoldstadt Wien aufgeführt wurde. Das Stück wurde bis 1821 57-mal gespielt und war damit eine der erfolgreichsten Pantomimen auf dieser Bühne. Es kann stellvertretend für viele gleichartige Stücke in der ersten Hälfte des 19. Jahrhunderts stehen. Die Partitur wurde zu ihrer Zeit besonders gelobt. Sie ist als eine der wenigen dieses Genres vollständig erhalten und liegt in der Musiksammlung der Wienbibliothek.
Das private Theater in der Leopoldstadt durfte keine Ballette geben, um den Hofbühnen nicht direkt Konkurrenz zu machen. Die Pantomime war dagegen erlaubt. Sie war eine Art Ballett für das „einfache Volk“. Die Darsteller der Pantomime wurden im Gegensatz zu den Hoftänzern „Grotesktänzer“ genannt. 
Karl Hampel, der Pantomimenmeister des Theaters, konzipierte die Handlung und der Theaterkapellmeister Franz Volkert komponierte die Musik. Sie ist recht genau auf die Handlung abgestimmt und enthält viele Gesellschaftstänze wie den Wiener Walzer. Wie gewöhnlich sind die Figuren dieser Pantomime der Commedia dell’arte entlehnt. Die Handlung setzt sich, wie in der Stegreifkomödie üblich, aus bekannten Elementen zusammen, die sich immer neu kombinieren lassen. Neben artistischen Einlagen zwischen Akrobatik und Zaubertrick hatten die Kostüme und Verwandlungen auf offener Bühne einen Sensationswert. Die mythologischen Figuren zeigen, dass sich viele barocke Elemente in dieser Theaterform erhalten haben. Amor dient als Deus ex machina dazu, alle Tricks der Bühnenmaschinerie vorzuführen.

## Handlung
Harlekin bittet Pierrot um etwas Essbares. Dieser weist ihn ab, doch Colombina bringt ihm etwas. Die beiden verlieben sich, werden aber von Pierrot überrascht und getrennt. Zufällig rettet Harlekin den Gott Amor, indem er einen Baum fällt, in dem dieser verzaubert war, und erhält dafür einen Talisman, mit dem er sich verwandeln kann. So kann er die unfreiwillige Heirat von Colombina und dem Sohn eines Barons, die ihr Vormund Pantalone angeordnet hat, verhindern. Er flüchtet mit Colombina. Tanzende Fassbinder stecken Pantalone und seinen Notar in Fässer. Ein Jägerhaus, vor dem Pierrot den schlafenden Harlekin entdeckt und ihm Brot und Wein wegnimmt, verwandelt sich in eine türkische Moschee. Der böse Zauberer, der seine Furien und Satyrn auf Harlekin angesetzt hat, erscheint und verspricht Pantalone, Colombina wieder herbeizuschaffen, doch Amor rettet die Liebenden.
Pantalone sperrt Colombina ins Haus und befiehlt ihr, den Bräutigam zu lieben. Harlekin befreit sie. Der Bräutigam findet eine falsche Colombina und verliebt sich in sie, doch sie wird von einem falschen Harlekin entführt. Harlekin erscheint in verschiedensten Verkleidungen, etwa als Eremit. Der durch eine böse Fee unterstützte Versuch Pierrots, Harlekin zu erschlagen, misslingt durch das Eingreifen Amors. Der Bräutigam will auch bei der falschen Colombina bleiben, als die echte erscheint. Harlekin und Colombina können zusammenbleiben. Pantalone, Pierrot, der Zauberer und die Fee haben das Nachsehen. Alle versöhnen sich.